# Demetrio Comateno
Demetrio Comateno o Comatiano (en griego: Δημήτριος Χωματηνός/Χωματιανός, siglo XIII), arzobispo de Ohrid de 1216 a 1236, fue un sacerdote y juez bizantino.
Su amplia educación jurídica le permitió ejercer gran influencia como juez, árbitro, confesor y consejero de la casa imperial bizantina. Esto lo hizo un representante característico de una época donde el poder judicial fue delegando parte de las debilitadas autoridades seculares a la Iglesia, y también uno de los últimos profesionales jurídicos en pleno dominio de los códigos de Justiniano que había sido recuperada por el renacimiento jurídico macedónico. 
Unos 150 archivos legales de Comateno han permanecido, permitiendo a los historiadores construir una imagen razonablemente completa del marco jurídico e institucional de Imperio bizantino tardío.
También desempeñó un papel importante en la rivalidad de los dos principales estados sucesores griegos bizantinos posteriores a la cuarta cruzada, el Imperio de Nicea y Epiro. Junto con Juan Apocauco y Jorge Bardanes, Comateno defendió la causa epirota de independencia política y eclesiástica de Nicea (donde el exiliado Patriarcado de Constantinopla se había establecido) y en 1225 o 1227, fue Comateno quien coronó al gobernante epirota Teodoro Comneno Ducas como emperador bizantino en Tesalónica.